# Bellator 202
Bellator 202: Budd vs. Nogueira è stato un evento di arti marziali miste tenuto dalla Bellator MMA il 13 luglio 2018 al WinStar World Casino di Thackerville negli Stati Uniti.

## Risultati
|                                        | Divisione            |                    |           |                           | Metodo                                  | Round     | Tempo     | Premio    |
| Main Card                              | Main Card            | Main Card          | Main Card | Main Card                 | Main Card                               | Main Card | Main Card | Main Card |
| -------------------------------------- | -------------------- | ------------------ | --------- | ------------------------- | --------------------------------------- | --------- | --------- | --------- |
| Sfida valida per il titolo di campione | Pesi piuma femminili | Julia Budd (c)     | batte     | Talita Nogueira           | KO tecnico (pugni)                      | 3         | 4:07      |           |
|                                        | Pesi gallo           | Michael McDonald   | batte     | Eduardo Dantas            | KO (pugni)                              | 1         | 0:58      |           |
|                                        | Pesi medi            | Chris Honeycutt    | batte     | Leo Leite                 | Decisione unanime (30–25, 30–25, 30–25) | 3         | 5:00      |           |
|                                        | Pesi massimi         | Valentin Moldavsky | batte     | Ernest James              | KO tecnico (pugni)                      | 1         | 0:43      |           |
| Card Preliminare                       |                      |                    |           |                           |                                         |           |           |           |
|                                        | Pesi leggeri         | Will Morris        | batte     | Charles Williams          | Decisione unanime (30–25, 30–27, 30–26) | 3         | 5:00      |           |
|                                        | Pesi mosca femminili | Veta Arteaga       | batte     | Emily Ducote              | Decisione unanime (29–27, 30–27, 30–27) | 3         | 5:00      |           |
|                                        | Pesi welter          | Yaroslav Amosov    | batte     | Gerald Harris             | Decisione unanime (30–26, 30–27, 30–27) | 3         | 5:00      |           |
|                                        | Pesi leggeri         | Steve Kozola       | batte     | Ryan Walker               | KO tecnico (pugni)                      | 1         | 1:45      |           |
|                                        | Pesi massimi         | Rudy Schaffroth    | batte     | Jon Hill                  | KO tecnico (pugni)                      | 1         | 0:42      |           |
|                                        | Pesi welter          | Tyler Ingram       | batte     | Fernando Gonzalez Trevino | Sottomissione (rear-naked choke)        | 2         | 4:13      |           |
|                                        | Pesi leggeri         | Nation Gibrick     | batte     | Luis Erives               | Sottomissione (heel hook)               | 1         | 1:30      |           |
| Card Postliminare                      |                      |                    |           |                           |                                         |           |           |           |
|                                        | Pesi piuma           | Daniel Carey       | batte     | Aaron Webb                | Sottomissione (rear-naked choke)        | 2         | 2:54      |           |